# DDR-Rundfahrt 1958

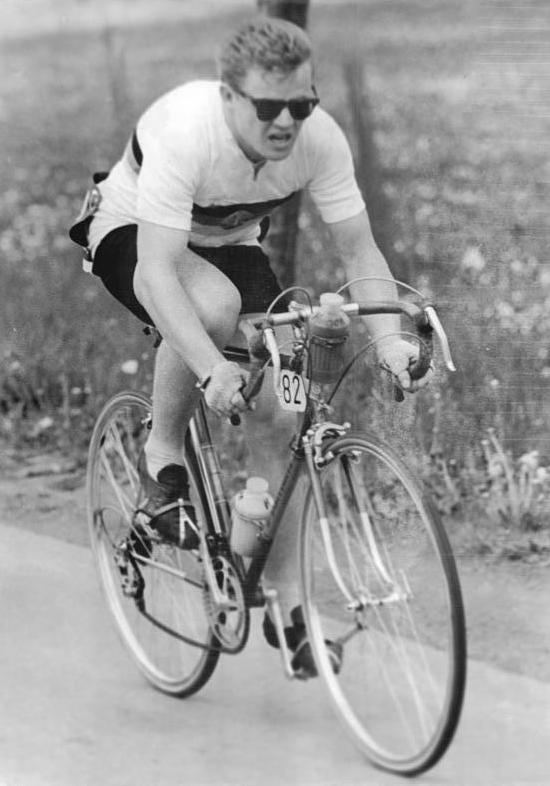
Rundfahrtsieger Erich Hagen

Die DDR-Rundfahrt 1958 wurde vom 4. bis 12. Juli ausgetragen. Das Etappenrennen fand zum zehnten Mal auf dem Gebiet der DDR statt und wurde von dem Leipziger Erich Hagen gewonnen. In der Mannschaftswertung gewann das Team DDR I.

## Teilnehmer
An den Start der Jubiläumsrundfahrt gingen 85 Radrennfahrer, die in 17 Mannschaften mit jeweils fünf Fahrern starteten. (Der Bund Deutscher Radfahrer (BDR) hatte trotz Einladung keine Mannschaft benannt und auch seinen Landesverbänden eine Teilnahme nicht gestattet.) Dazu gehörten sieben DDR-Sportclubs, mehrere bezirkliche Auswahlmannschaften aus der DDR, zwei Teams der DDR-Nationalmannschaft sowie drei ausländische Auswahlmannschaften und die Mannschaft des WAC Hoboken aus Belgien. Im Einzelnen bestand das Feld aus folgenden Mannschaften:
- England
- WAC Hoboken
- Polen
- Ungarn
- DDR I
- DDR II
- Bezirk Berlin
- Bezirk Dresden
- Bezirk Halle
- Bezirk Cottbus
- SC Wissenschaft
- SC Einheit
- SC Dynamo
- SC Wismut
- SC Rotation
- SV Lokomotive
- ASK Vorwärts

## Strecke
Der 1.468 Kilometer lange Kurs begann und endete in Berlin. Die Strecke war in acht Etappen unterteilt, nach der vierten Etappe gab es einen Ruhetag in Halle. Die siebente Etappe war aufgeteilt in ein Einzelzeitfahren und ein Straßenrennen als Halbetappen.
Die erste Etappe von Berlin nach Rostock war mit 239 Kilometern das längste Teilstück der Rundfahrt. Die fünfte Etappe ging über den Kyffhäuser im Harz, während die sechste bis achte Etappe weitgehend durch den Thüringer Wald führten. Die Etappensieger erhielten jeweils eine Minute Zeitgutschrift, die Zweitplatzierten je dreißig Sekunden.

## Rennverlauf
Mit Erich Hagen, Bernhard Eckstein und Gustav-Adolf Schur belegten bereits auf der 1. Etappe drei Fahrer die ersten Plätze, die dann im Endklassement ebenfalls ganz vorn einkamen. Erich Hagen gab das eroberte gelbe Trikot des Spitzenreiters bis zum Ende der Rundfahrt nicht mehr ab und gewann auch die nächsten drei Etappen. Erst auf der Kyffhäuser-Etappe gab es mit Eckstein einen neuen Sieger. Egon Adler erspurtete sich den Sieg aus einer sechsköpfigegen Ausreißergruppe auf der 6. Etappe. Im Einzelzeitfahren (Halbetappe) über 38 Kilometer gab es dann den einzigen Sieg eines ausländischen Fahrers: der Belgier Adolf Verpaelt gewann überraschend mit einem Vorsprung von mehr als 2 Minuten vor Schur. Die Gesamtwertung der 7. Etappe ging nach einer starken Kollektivleistung des Teams DDR I an Adler. Die Schlussetappe nach Berlin, die auf der Aschenbahn im Friedrich-Ludwig-Jahn-Stadion endete, gewann Schur vor dem Belgier Aerts im Spurt einer kleinen Ausreißergruppe. Von den 85 Startern kamen 65 ins Ziel, den letzten Platz belegte Wolfgang Jaeger aus Berlin. 15 Mannschaften kamen in die Wertung, ausgeschieden waren England und die Bezirksauswahl Cottbus. Egon Adler gewann die Bergwertung der Rundfahrt.

## Etappenübersicht
| Etappe | Start – Ziel         | Länge (km) | Sieger             | Mannschaft                | Zeit (h) |
| ------ | -------------------- | ---------- | ------------------ | ------------------------- | -------- |
| 1      | Berlin – Rostock     | 239        | Erich Hagen        | DDR I                     | 6:16:05  |
| 2      | Rostock – Schwerin   | 137        | Erich Hagen        | DDR I                     | 3:36:42  |
| 3      | Schwerin – Magdeburg | 223        | Erich Hagen        | DDR I                     | 5:32:55  |
| 4      | Magdeburg – Halle    | 162        | Erich Hagen        | DDR I                     | 4:02:25  |
| 5      | Halle–Gotha          | 186        | Bernhard Eckstein  | DDR I                     | 5:01:54  |
| 6      | Gotha–Gera           | 142        | Egon Adler         | DDR I                     | 3:30:04  |
| 7      | Gera – Zwickau       | 38         | Adolf Verpaelt     | Belgien                   | 0:54:29  |
| 8      | Riesa – Berlin       | 196        | Gustav-Adolf Schur | SC Wismut Karl-Marx-Stadt | 5:32:11  |

## Endergebnisse
|     | Fahrer                | Mannschaft | Zeit (h) |
| 01. | Erich Hagen           | DDR I      | 38:45:38 |
| 02. | Gustav-Adolf Schur    | DDR I      | 38:49:54 |
| 03. | Egon Adler            | DDR I      | 38:52:36 |
| 04. | Bernhard Eckstein     | DDR I      | 38:52:41 |
| 05. | Adolf Verpaelt        | Belgien    | 38:55:21 |
| 06. | Bogusław Fornalczyk   | Polen      | 38:58:09 |
| 07. | Romain van Wynsberghe | Belgien    | 38:58:14 |
| 08. | Wolfgang Grabo        | DDR I      | 38:59:39 |
| 09. | Helmut Stolper        | SC Wismut  | 39:02:06 |
| 10. | Erwin Wittig          | SC Einheit | 39:04:42 |
| 11. | Wolfgang Kappel       | SC Einheit | 39:04:59 |
| 12. | Johannes Schober      | DDR I      | 39:05:26 |
| 0   |                       |            |          |

|      | Mannschaft | Zeit        |
| 01.  | DDR I      | 116:35:38 h |
| 02.  | Belgien    | 117:05:16 h |
| 03.  | DDR II     | 117:13:55 h |
| 05.  | Polen      |             |
| 013. | Ungarn     |             |